# 界集镇
界集镇，是中华人民共和国江苏省宿迁市泗洪县下辖的一个乡镇级行政单位。2020年7月，撤销界集镇、曹庙乡、太平镇，设立新的界集镇。以原界集镇、曹庙乡、太平镇的行政区域为界集镇行政区域。

## 行政区划
界集镇下辖以下地区：
界集社区、山头村、吕岗村、曹圩村、颜圩村、王墩村、杜墩村、安东村、王滩村、黄泥村、山头村、安东村和黄泥村。